# Vögte von Plauen

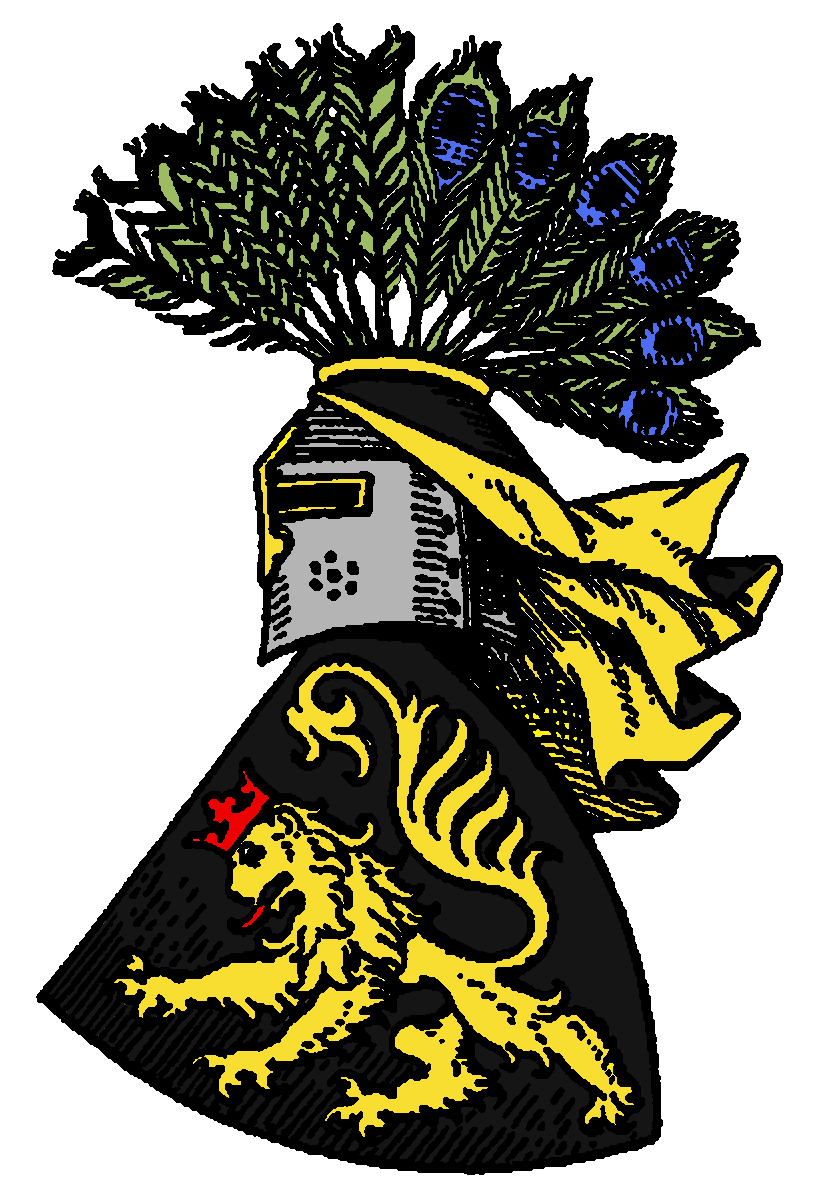
Stammwappen (um 1279)

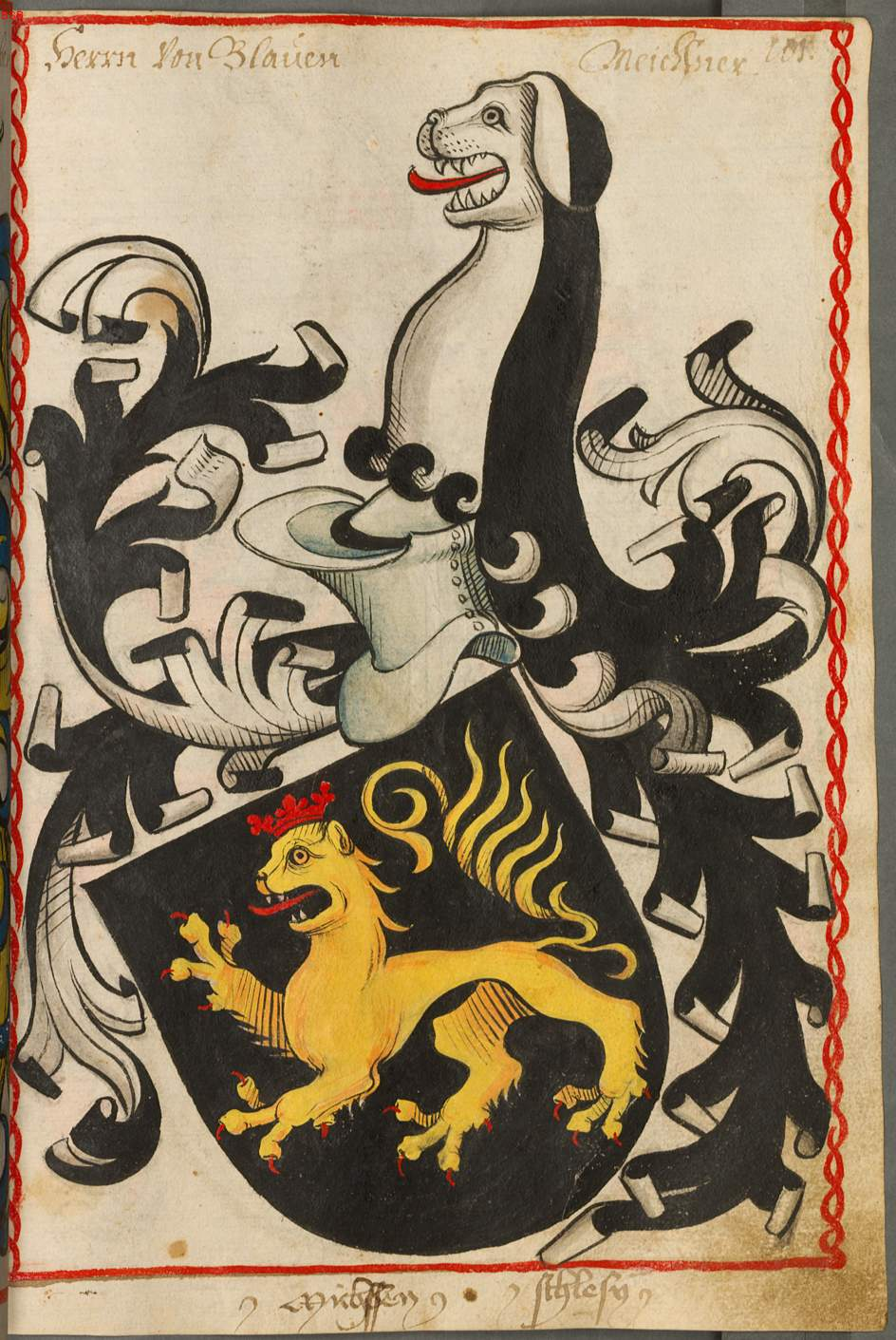
Wappen der Herren von Plauen im Scheibler'schen Wappenbuch

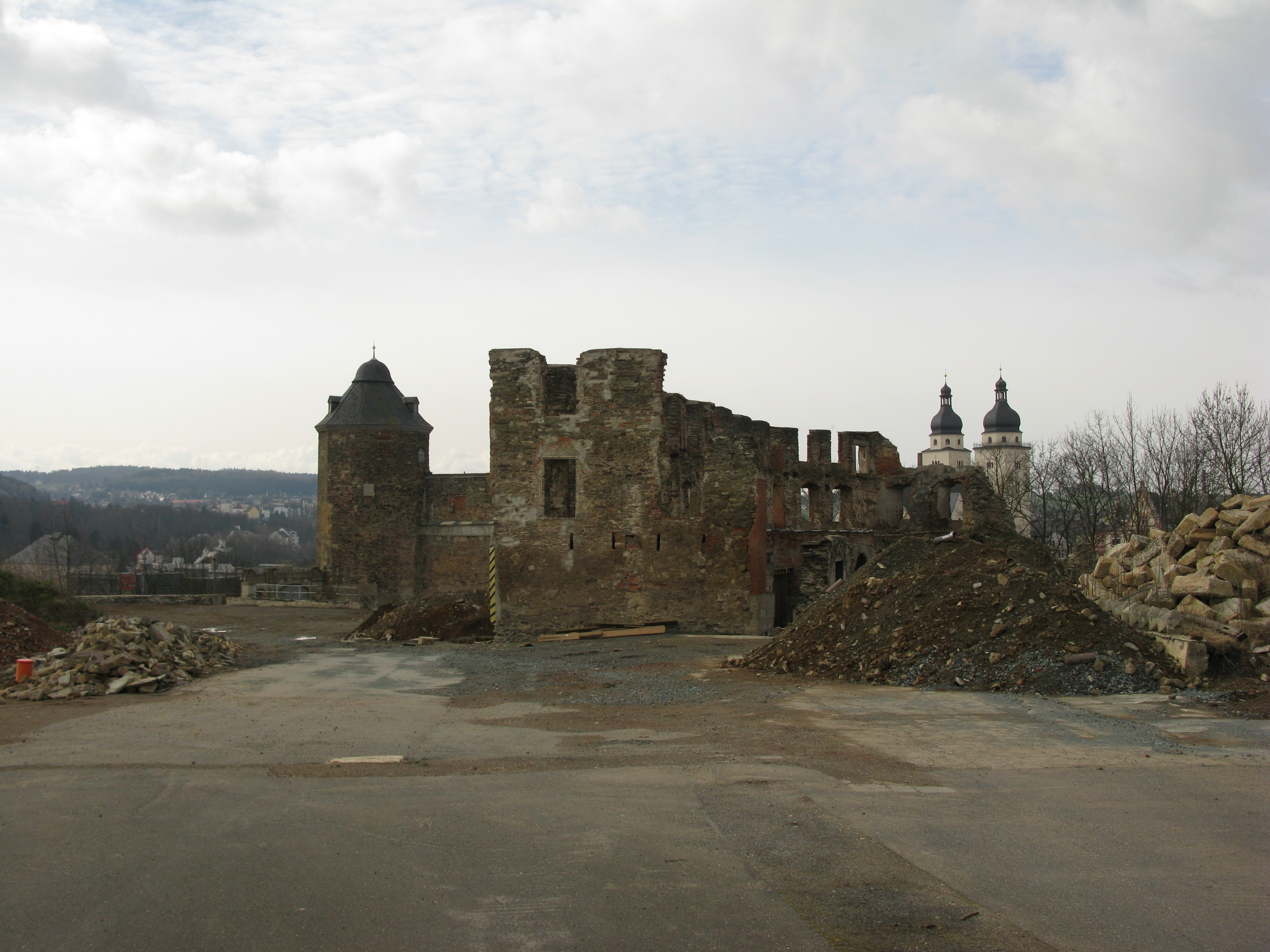
Ruine von Schloss Plauen

Die Vögte von Plauen waren ein nach ihrem Sitz in Plauen im Vogtland benanntes Adelsgeschlecht. Sie waren, wie auch die Vögte von Gera, eine abgezweigte Linie der Vögte von Weida. Ein späterer Abzweig der Plauener Vögte waren dann die Burggrafen von Meißen sowie die Reußen zu Greiz. Letztere regierten als Haus Reuß noch bis 1918 in zwei deutschen Bundesfürstentümern. Nach der Gesamtsippe der Vögte ist das Vogtland benannt.

## Belehnung mit Plauen
Angehörige der aus dem Weserbergland stammenden Grafen von Everstein (oder Eberstein) hatten ab etwa 1100 als Lokatoren den Dobnagau um Plauen begründet. Ihr erster Burgsitz stand auf dem Dobenaufelsen im Syratal, dann errichteten sie sich eine Stadtburg an der südwestlichen Ecke des Plauener Mauerrings, dessen Überrest das heutige Malzhaus ist. Die Ebersteiner belehnten Heinrich II. „den Reichen“ († um 1209) aus dem Geschlecht der Vögte von Weida mit Plauen. 1236 erscheint Plauen zum ersten Mal urkundlich im Besitz der „Vögte von Plauen“. Heinrichs Enkel, Heinrich I. von Plauen, erbaute sich die Plauener Burg als Sitz, denn bis dahin residierten die Plauener Vögte in Voigtsberg. Am 25. Mai 1278 kam der bisherige Landesherr, der niedersächsische Graf Konrad von Everstein, persönlich nach Plauen und überschrieb seinem Schwager, dem Vogt Heinrich I., die Stadt Plauen und den Gau Dobena. Heinrich verblieb aber offensichtlich in einem losen Lehnsverband zum Grafen von Everstein. Sein älterer Sohn Heinrich II. „der Böhme“ begründete die Linie der Vögte von Plauen, der jüngere, Heinrich Ruthenus, „der Russe“, gründete die jüngere Linie, das spätere Fürstenhaus Reuß.
Bis Mitte des 13. Jahrhunderts agierten die Häupter der gesamten Vogtsfamilie nach außen hin einheitlich und erweiterten ihre terra advocatorum (das Territorium der Vögte). Im 14. Jahrhundert fielen sie jedoch den expansiven Bestrebungen ihrer Nachbarn, der Markgrafen von Meißen und der Könige von Böhmen, zum Opfer: Die Vogtlinien schlossen teils gegeneinander zielende Bündnisse mit den beiden Nachbarn, so begab sich das Haus Plauen 1327 unter böhmische Lehnsherrschaft, während die Vögte von Weida und die von Gera sich den Wettinern anschlossen. Im Vogtländischen Krieg von 1354–57 verloren die Vögte von Weida, Gera und Plauen den Großteil ihres Besitzes an Kaiser Karl IV. und die Wettiner.

## Abgrenzung der Vögte und Herren von Plauen gegenüber den Reußen

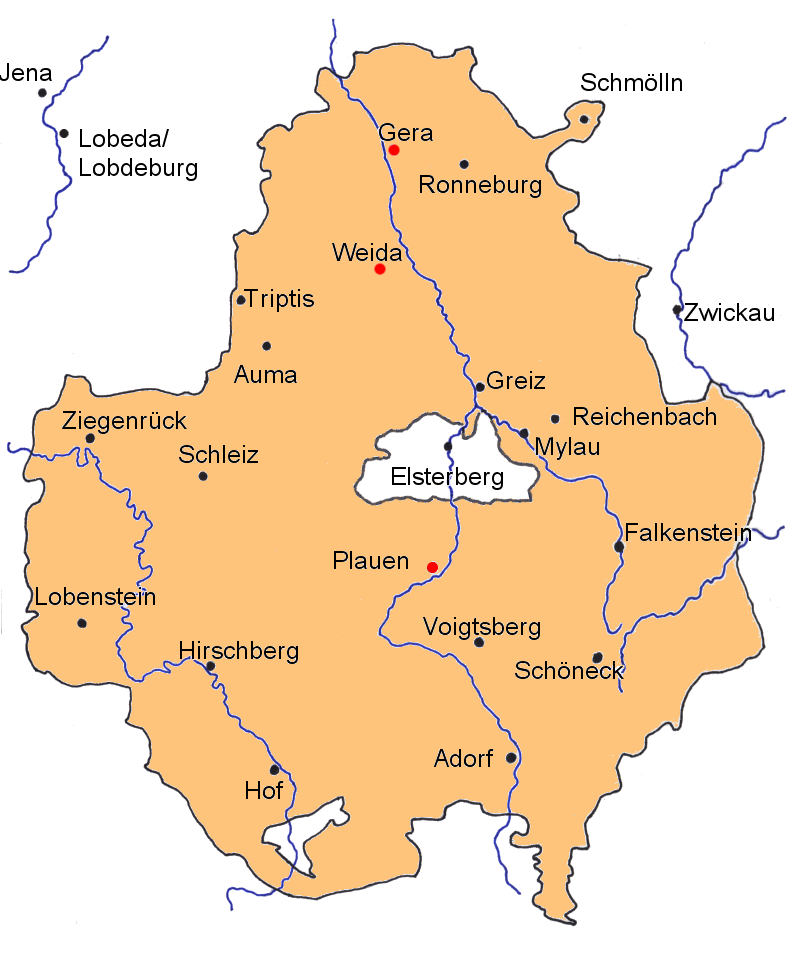
Herrschaftsgebiet der Vögte von Weida, Gera und Plauen um 1350, in der Mitte die Enklave der Herrschaft Elsterberg der Lobdeburger

Die Vögte von Plauen gingen aus dem Stamm der Vögte von Weida (1531 ausgestorben) hervor, ebenso wie die Linie der Vögte von Gera, die 1550 erloschen ist. Von dieser Großsippe hat das Vogtland seinen Namen. Die Linie der Vögte von Plauen teilte sich in die späteren Burggrafen von Plauen und die späteren Grafen und Fürsten Reuß.
Die beiden Söhne Heinrichs I., des ersten Vogts von Plauen, die nach ihren Ehefrauen benannt wurden, gelten als Gründer und Namensgeber neuer Linien. Heinrich II., der ältere Sohn, genannt „der Böhme“ († urkundl. bis 23. April 1302), war Gründer der älteren Linie Plauen, aus der die spätere burggräfliche Linie zu Plauen hervorging.
Heinrich Ruthenus, oder Heinrich der Russe, († vor dem 12. Dezember 1295) gründete die jüngere Linie. Erst sein Sohn nannte sich Heinrich II. Reuß. Mit ihm wurde 1307 Reuß zum Familiennamen. Aus dieser Linie ging das spätere Fürstenhaus Reuß hervor.

Die Namensgeber beider Linien starben noch vor ihrem Vater Heinrich I. von Plauen.
Im Jahre 1306 wurde die Herrschaft Plauen unter die Enkel Heinrich I. geteilt in die ältere Linie, die den Titel Vogt von Plauen und die jüngere Linie, die den Titel Vogt von Plauen zu Greiz trug und fortan ihren Sitz in Greiz nahm, woraus die „Reußen von Greiz und Gera“ hervorgingen.
Die ältere Linie erlosch mit dem Tod Heinrich VI. von Plauen am 22. Januar 1572. Sein Besitz fiel an die Reußen.

### Die Vögte von Weida, Plauen, Gera und Greiz sowie die Reußen1
|                                                                         |                                                                         |                                                                         |                                                                         |                                                                         |                                                                         |  |  | Heinrich II. der Reiche Vogt von Weida Herr zu Weida, Gera, Plauen, Greiz und Ronneburg († um 1209) |                                                                                          |                                                                                          |                                                                                          |                                                                                          |                                                                                          |                                                                |                                                                |                                                                                       |                                                                                       |                                                                                       |                                                                                       |                                                                                       |                                                                                       |  |  |  |  |  |  |  |  |  |  |  |  |  |  |  |  |  |  |
|                                                                         |                                                                         |                                                                         |                                                                         |                                                                         |                                                                         |  |  | |                                                                                          |                                                                                          |                                                                                          |                                                                                          |                                                                                          |                                                                |                                                                |                                                                                       |                                                                                       |                                                                                       |                                                                                       |                                                                                       |                                                                                       |  |  |  |  |  |  |  |  |  |  |  |  |  |  |  |  |  |  |
|                                                                         |                                                                         |                                                                         |                                                                         |                                                                         |                                                                         |  |  | |                                                                                          |                                                                                          |                                                                                          |                                                                                          |                                                                                          |                                                                |                                                                |                                                                                       |                                                                                       |                                                                                       |                                                                                       |                                                                                       |                                                                                       |  |  |  |  |  |  |  |  |  |  |  |  |  |  |  |  |  |  |
| Heinrich III. der Ältere Vogt zu Weida und Ronneburg († um 1224)        | Heinrich III. der Ältere Vogt zu Weida und Ronneburg († um 1224)        | Heinrich III. der Ältere Vogt zu Weida und Ronneburg († um 1224)        | Heinrich III. der Ältere Vogt zu Weida und Ronneburg († um 1224)        | Heinrich III. der Ältere Vogt zu Weida und Ronneburg († um 1224)        | Heinrich III. der Ältere Vogt zu Weida und Ronneburg († um 1224)        |  |  | Heinrich IV. der Mittlere Vogt zu Plauen und Gera († 1249/1250)                                     | Heinrich IV. der Mittlere Vogt zu Plauen und Gera († 1249/1250)                          | Heinrich IV. der Mittlere Vogt zu Plauen und Gera († 1249/1250)                          | Heinrich IV. der Mittlere Vogt zu Plauen und Gera († 1249/1250)                          | Heinrich IV. der Mittlere Vogt zu Plauen und Gera († 1249/1250)                          | Heinrich IV. der Mittlere Vogt zu Plauen und Gera († 1249/1250)                          |                                                                |                                                                | Heinrich V. der Jüngere Vogt zu Greiz und Reichenbach († um 1240)                     | Heinrich V. der Jüngere Vogt zu Greiz und Reichenbach († um 1240)                     | Heinrich V. der Jüngere Vogt zu Greiz und Reichenbach († um 1240)                     | Heinrich V. der Jüngere Vogt zu Greiz und Reichenbach († um 1240)                     | Heinrich V. der Jüngere Vogt zu Greiz und Reichenbach († um 1240)                     | Heinrich V. der Jüngere Vogt zu Greiz und Reichenbach († um 1240)                     |  |  |  |  |  |  |  |  |  |  |  |  |  |  |  |  |  |  |
| Heinrich III. der Ältere Vogt zu Weida und Ronneburg († um 1224)        | Heinrich III. der Ältere Vogt zu Weida und Ronneburg († um 1224)        | Heinrich III. der Ältere Vogt zu Weida und Ronneburg († um 1224)        | Heinrich III. der Ältere Vogt zu Weida und Ronneburg († um 1224)        | Heinrich III. der Ältere Vogt zu Weida und Ronneburg († um 1224)        | Heinrich III. der Ältere Vogt zu Weida und Ronneburg († um 1224)        |  |  | Heinrich IV. der Mittlere Vogt zu Plauen und Gera († 1249/1250)                                     | Heinrich IV. der Mittlere Vogt zu Plauen und Gera († 1249/1250)                          | Heinrich IV. der Mittlere Vogt zu Plauen und Gera († 1249/1250)                          | Heinrich IV. der Mittlere Vogt zu Plauen und Gera († 1249/1250)                          | Heinrich IV. der Mittlere Vogt zu Plauen und Gera († 1249/1250)                          | Heinrich IV. der Mittlere Vogt zu Plauen und Gera († 1249/1250)                          |                                                                |                                                                | Heinrich V. der Jüngere Vogt zu Greiz und Reichenbach († um 1240)                     | Heinrich V. der Jüngere Vogt zu Greiz und Reichenbach († um 1240)                     | Heinrich V. der Jüngere Vogt zu Greiz und Reichenbach († um 1240)                     | Heinrich V. der Jüngere Vogt zu Greiz und Reichenbach († um 1240)                     | Heinrich V. der Jüngere Vogt zu Greiz und Reichenbach († um 1240)                     | Heinrich V. der Jüngere Vogt zu Greiz und Reichenbach († um 1240)                     |  |  |  |  |  |  |  |  |  |  |  |  |  |  |  |  |  |  |
|                                                                         |                                                                         |                                                                         |                                                                         |                                                                         |                                                                         |  |  | |                                                                                          |                                                                                          |                                                                                          |                                                                                          |                                                                                          |                                                                |                                                                |                                                                                       |                                                                                       |                                                                                       |                                                                                       |                                                                                       |                                                                                       |  |  |  |  |  |  |  |  |  |  |  |  |  |  |  |  |  |  |
| Vögte und Herren von Weida Herren zu Weida und Ronneburg († 1531)       | Vögte und Herren von Weida Herren zu Weida und Ronneburg († 1531)       | Vögte und Herren von Weida Herren zu Weida und Ronneburg († 1531)       | Vögte und Herren von Weida Herren zu Weida und Ronneburg († 1531)       | Vögte und Herren von Weida Herren zu Weida und Ronneburg († 1531)       | Vögte und Herren von Weida Herren zu Weida und Ronneburg († 1531)       |  |  | Heinrich I. der Ältere Vogt von Plauen Herr zu Plauen, Greiz und Reichenbach († um 1303)            | Heinrich I. der Ältere Vogt von Plauen Herr zu Plauen, Greiz und Reichenbach († um 1303) | Heinrich I. der Ältere Vogt von Plauen Herr zu Plauen, Greiz und Reichenbach († um 1303) | Heinrich I. der Ältere Vogt von Plauen Herr zu Plauen, Greiz und Reichenbach († um 1303) | Heinrich I. der Ältere Vogt von Plauen Herr zu Plauen, Greiz und Reichenbach († um 1303) | Heinrich I. der Ältere Vogt von Plauen Herr zu Plauen, Greiz und Reichenbach († um 1303) |                                                                |                                                                | Heinrich I. der Jüngere Vogt von Gera Herr zu Gera, Tanna und Mühltroff († 1269/1274) | Heinrich I. der Jüngere Vogt von Gera Herr zu Gera, Tanna und Mühltroff († 1269/1274) | Heinrich I. der Jüngere Vogt von Gera Herr zu Gera, Tanna und Mühltroff († 1269/1274) | Heinrich I. der Jüngere Vogt von Gera Herr zu Gera, Tanna und Mühltroff († 1269/1274) | Heinrich I. der Jüngere Vogt von Gera Herr zu Gera, Tanna und Mühltroff († 1269/1274) | Heinrich I. der Jüngere Vogt von Gera Herr zu Gera, Tanna und Mühltroff († 1269/1274) |  |  |  |  |  |  |  |  |  |  |  |  |  |  |  |  |  |  |
| Vögte und Herren von Weida Herren zu Weida und Ronneburg († 1531)       | Vögte und Herren von Weida Herren zu Weida und Ronneburg († 1531)       | Vögte und Herren von Weida Herren zu Weida und Ronneburg († 1531)       | Vögte und Herren von Weida Herren zu Weida und Ronneburg († 1531)       | Vögte und Herren von Weida Herren zu Weida und Ronneburg († 1531)       | Vögte und Herren von Weida Herren zu Weida und Ronneburg († 1531)       |  |  | Heinrich I. der Ältere Vogt von Plauen Herr zu Plauen, Greiz und Reichenbach († um 1303)            | Heinrich I. der Ältere Vogt von Plauen Herr zu Plauen, Greiz und Reichenbach († um 1303) | Heinrich I. der Ältere Vogt von Plauen Herr zu Plauen, Greiz und Reichenbach († um 1303) | Heinrich I. der Ältere Vogt von Plauen Herr zu Plauen, Greiz und Reichenbach († um 1303) | Heinrich I. der Ältere Vogt von Plauen Herr zu Plauen, Greiz und Reichenbach († um 1303) | Heinrich I. der Ältere Vogt von Plauen Herr zu Plauen, Greiz und Reichenbach († um 1303) |                                                                |                                                                | Heinrich I. der Jüngere Vogt von Gera Herr zu Gera, Tanna und Mühltroff († 1269/1274) | Heinrich I. der Jüngere Vogt von Gera Herr zu Gera, Tanna und Mühltroff († 1269/1274) | Heinrich I. der Jüngere Vogt von Gera Herr zu Gera, Tanna und Mühltroff († 1269/1274) | Heinrich I. der Jüngere Vogt von Gera Herr zu Gera, Tanna und Mühltroff († 1269/1274) | Heinrich I. der Jüngere Vogt von Gera Herr zu Gera, Tanna und Mühltroff († 1269/1274) | Heinrich I. der Jüngere Vogt von Gera Herr zu Gera, Tanna und Mühltroff († 1269/1274) |  |  |  |  |  |  |  |  |  |  |  |  |  |  |  |  |  |  |
|                                                                         |                                                                         |                                                                         |                                                                         |                                                                         |                                                                         |  |  | |                                                                                          |                                                                                          |                                                                                          |                                                                                          |                                                                                          |                                                                |                                                                |                                                                                       |                                                                                       |                                                                                       |                                                                                       |                                                                                       |                                                                                       |  |  |  |  |  |  |  |  |  |  |  |  |  |  |  |  |  |  |
| Heinrich II. der Böhme Vogt und Herr von Plauen (ältere Linie) († 1302) | Heinrich II. der Böhme Vogt und Herr von Plauen (ältere Linie) († 1302) | Heinrich II. der Böhme Vogt und Herr von Plauen (ältere Linie) († 1302) | Heinrich II. der Böhme Vogt und Herr von Plauen (ältere Linie) († 1302) | Heinrich II. der Böhme Vogt und Herr von Plauen (ältere Linie) († 1302) | Heinrich II. der Böhme Vogt und Herr von Plauen (ältere Linie) († 1302) |  |  | Heinrich I. der Reuße Vogt und Herr von Plauen (jüngere Linie) († 1295)                             | Heinrich I. der Reuße Vogt und Herr von Plauen (jüngere Linie) († 1295)                  | Heinrich I. der Reuße Vogt und Herr von Plauen (jüngere Linie) († 1295)                  | Heinrich I. der Reuße Vogt und Herr von Plauen (jüngere Linie) († 1295)                  | Heinrich I. der Reuße Vogt und Herr von Plauen (jüngere Linie) († 1295)                  | Heinrich I. der Reuße Vogt und Herr von Plauen (jüngere Linie) († 1295)                  |                                                                |                                                                | Vögte und Herren von Gera Herren zu Gera, Schleiz und Lobenstein († 1550)             | Vögte und Herren von Gera Herren zu Gera, Schleiz und Lobenstein († 1550)             | Vögte und Herren von Gera Herren zu Gera, Schleiz und Lobenstein († 1550)             | Vögte und Herren von Gera Herren zu Gera, Schleiz und Lobenstein († 1550)             | Vögte und Herren von Gera Herren zu Gera, Schleiz und Lobenstein († 1550)             | Vögte und Herren von Gera Herren zu Gera, Schleiz und Lobenstein († 1550)             |  |  |  |  |  |  |  |  |  |  |  |  |  |  |  |  |  |  |
| Heinrich II. der Böhme Vogt und Herr von Plauen (ältere Linie) († 1302) | Heinrich II. der Böhme Vogt und Herr von Plauen (ältere Linie) († 1302) | Heinrich II. der Böhme Vogt und Herr von Plauen (ältere Linie) († 1302) | Heinrich II. der Böhme Vogt und Herr von Plauen (ältere Linie) († 1302) | Heinrich II. der Böhme Vogt und Herr von Plauen (ältere Linie) († 1302) | Heinrich II. der Böhme Vogt und Herr von Plauen (ältere Linie) († 1302) |  |  | Heinrich I. der Reuße Vogt und Herr von Plauen (jüngere Linie) († 1295)                             | Heinrich I. der Reuße Vogt und Herr von Plauen (jüngere Linie) († 1295)                  | Heinrich I. der Reuße Vogt und Herr von Plauen (jüngere Linie) († 1295)                  | Heinrich I. der Reuße Vogt und Herr von Plauen (jüngere Linie) († 1295)                  | Heinrich I. der Reuße Vogt und Herr von Plauen (jüngere Linie) († 1295)                  | Heinrich I. der Reuße Vogt und Herr von Plauen (jüngere Linie) († 1295)                  |                                                                |                                                                | Vögte und Herren von Gera Herren zu Gera, Schleiz und Lobenstein († 1550)             | Vögte und Herren von Gera Herren zu Gera, Schleiz und Lobenstein († 1550)             | Vögte und Herren von Gera Herren zu Gera, Schleiz und Lobenstein († 1550)             | Vögte und Herren von Gera Herren zu Gera, Schleiz und Lobenstein († 1550)             | Vögte und Herren von Gera Herren zu Gera, Schleiz und Lobenstein († 1550)             | Vögte und Herren von Gera Herren zu Gera, Schleiz und Lobenstein († 1550)             |  |  |  |  |  |  |  |  |  |  |  |  |  |  |  |  |  |  |
|                                                                         |                                                                         |                                                                         |                                                                         |                                                                         |                                                                         |  |  | |                                                                                          |                                                                                          |                                                                                          |                                                                                          |                                                                                          |                                                                |                                                                |                                                                                       |                                                                                       |                                                                                       |                                                                                       |                                                                                       |                                                                                       |  |  |  |  |  |  |  |  |  |  |  |  |  |  |  |  |  |  |
| Vögte und Herren von Plauen Herren zu Plauen und Mühltroff              | Vögte und Herren von Plauen Herren zu Plauen und Mühltroff              | Vögte und Herren von Plauen Herren zu Plauen und Mühltroff              | Vögte und Herren von Plauen Herren zu Plauen und Mühltroff              | Vögte und Herren von Plauen Herren zu Plauen und Mühltroff              | Vögte und Herren von Plauen Herren zu Plauen und Mühltroff              |  |  | |                                                                                          |                                                                                          |                                                                                          | Herren Reuß von Plauen Herren zu Greiz und Gera (Teilung 1564)                           | Herren Reuß von Plauen Herren zu Greiz und Gera (Teilung 1564)                           | Herren Reuß von Plauen Herren zu Greiz und Gera (Teilung 1564) | Herren Reuß von Plauen Herren zu Greiz und Gera (Teilung 1564) | Herren Reuß von Plauen Herren zu Greiz und Gera (Teilung 1564)                        | Herren Reuß von Plauen Herren zu Greiz und Gera (Teilung 1564)                        |                                                                                       |                                                                                       |                                                                                       |                                                                                       |  |  |  |  |  |  |  |  |  |  |  |  |  |  |  |  |  |  |
| Vögte und Herren von Plauen Herren zu Plauen und Mühltroff              | Vögte und Herren von Plauen Herren zu Plauen und Mühltroff              | Vögte und Herren von Plauen Herren zu Plauen und Mühltroff              | Vögte und Herren von Plauen Herren zu Plauen und Mühltroff              | Vögte und Herren von Plauen Herren zu Plauen und Mühltroff              | Vögte und Herren von Plauen Herren zu Plauen und Mühltroff              |  |  | |                                                                                          |                                                                                          |                                                                                          | Herren Reuß von Plauen Herren zu Greiz und Gera (Teilung 1564)                           | Herren Reuß von Plauen Herren zu Greiz und Gera (Teilung 1564)                           | Herren Reuß von Plauen Herren zu Greiz und Gera (Teilung 1564) | Herren Reuß von Plauen Herren zu Greiz und Gera (Teilung 1564) | Herren Reuß von Plauen Herren zu Greiz und Gera (Teilung 1564)                        | Herren Reuß von Plauen Herren zu Greiz und Gera (Teilung 1564)                        |                                                                                       |                                                                                       |                                                                                       |                                                                                       |  |  |  |  |  |  |  |  |  |  |  |  |  |  |  |  |  |  |
|                                                                         |                                                                         |                                                                         |                                                                         |                                                                         |                                                                         |  |  | |                                                                                          |                                                                                          |                                                                                          |                                                                                          |                                                                                          |                                                                |                                                                |                                                                                       |                                                                                       |                                                                                       |                                                                                       |                                                                                       |                                                                                       |  |  |  |  |  |  |  |  |  |  |  |  |  |  |  |  |  |  |
| Vögte und Herren von Plauen Herren zu Mühltroff († um 1380)             | Vögte und Herren von Plauen Herren zu Mühltroff († um 1380)             | Vögte und Herren von Plauen Herren zu Mühltroff († um 1380)             | Vögte und Herren von Plauen Herren zu Mühltroff († um 1380)             | Vögte und Herren von Plauen Herren zu Mühltroff († um 1380)             | Vögte und Herren von Plauen Herren zu Mühltroff († um 1380)             |  |  | Burggrafen von Meißen Herren zu Plauen († 1572)                                                     | Burggrafen von Meißen Herren zu Plauen († 1572)                                          | Burggrafen von Meißen Herren zu Plauen († 1572)                                          | Burggrafen von Meißen Herren zu Plauen († 1572)                                          | Burggrafen von Meißen Herren zu Plauen († 1572)                                          | Burggrafen von Meißen Herren zu Plauen († 1572)                                          |                                                                |                                                                | Reuß ältere Linie († 1927)                                                            | Reuß ältere Linie († 1927)                                                            | Reuß ältere Linie († 1927)                                                            | Reuß ältere Linie († 1927)                                                            | Reuß ältere Linie († 1927)                                                            | Reuß ältere Linie († 1927)                                                            |  |  |  |  |  |  |  |  |  |  |  |  |  |  |  |  |  |  |
| Vögte und Herren von Plauen Herren zu Mühltroff († um 1380)             | Vögte und Herren von Plauen Herren zu Mühltroff († um 1380)             | Vögte und Herren von Plauen Herren zu Mühltroff († um 1380)             | Vögte und Herren von Plauen Herren zu Mühltroff († um 1380)             | Vögte und Herren von Plauen Herren zu Mühltroff († um 1380)             | Vögte und Herren von Plauen Herren zu Mühltroff († um 1380)             |  |  | Burggrafen von Meißen Herren zu Plauen († 1572)                                                     | Burggrafen von Meißen Herren zu Plauen († 1572)                                          | Burggrafen von Meißen Herren zu Plauen († 1572)                                          | Burggrafen von Meißen Herren zu Plauen († 1572)                                          | Burggrafen von Meißen Herren zu Plauen († 1572)                                          | Burggrafen von Meißen Herren zu Plauen († 1572)                                          |                                                                |                                                                | Reuß ältere Linie († 1927)                                                            | Reuß ältere Linie († 1927)                                                            | Reuß ältere Linie († 1927)                                                            | Reuß ältere Linie († 1927)                                                            | Reuß ältere Linie († 1927)                                                            | Reuß ältere Linie († 1927)                                                            |  |  |  |  |  |  |  |  |  |  |  |  |  |  |  |  |  |  |
|                                                                         |                                                                         |                                                                         |                                                                         |                                                                         |                                                                         |  |  | |                                                                                          |                                                                                          |                                                                                          |                                                                                          |                                                                                          |                                                                |                                                                | Reuß mittlere Linie († 1616)                                                          |                                                                                       |                                                                                       |                                                                                       |                                                                                       |                                                                                       |  |  |  |  |  |  |  |  |  |  |  |  |  |  |  |  |  |  |
|                                                                         |                                                                         |                                                                         |                                                                         |                                                                         |                                                                         |  |  | |                                                                                          |                                                                                          |                                                                                          |                                                                                          |                                                                                          |                                                                |                                                                |                                                                                       |                                                                                       |                                                                                       |                                                                                       |                                                                                       |                                                                                       |  |  |  |  |  |  |  |  |  |  |  |  |  |  |  |  |  |  |
|                                                                         |                                                                         |                                                                         |                                                                         |                                                                         |                                                                         |  |  | |                                                                                          |                                                                                          |                                                                                          |                                                                                          |                                                                                          |                                                                |                                                                | Reuß jüngere Linie (seit 1930 Reuß)                                                   |                                                                                       |                                                                                       |                                                                                       |                                                                                       |                                                                                       |  |  |  |  |  |  |  |  |  |  |  |  |  |  |  |  |  |  |
|                                                                         |                                                                         |                                                                         |                                                                         |                                                                         |                                                                         |  |  | |                                                                                          |                                                                                          |                                                                                          |                                                                                          |                                                                                          |                                                                |                                                                |                                                                                       |                                                                                       |                                                                                       |                                                                                       |                                                                                       |                                                                                       |  |  |  |  |  |  |  |  |  |  |  |  |  |  |  |  |  |  |

1 ROT: Linie erloschen / GRÜN: blühende Linie

## Persönlichkeiten

### Vögte von Plauen
- Heinrich I. von Plauen († nach 7. März 1303 / letzte urkundl. Erwähnung), Vogt von Plauen
- Heinrich II., der Böhme, Vogt von Plauen (letzte urkundl. Erwähnung 23. April 1302)
- Heinrich III., der Lange, Vogt von Plauen (letzte urkundl. Erwähnung 16. Februar 1347)

1348 erfolgte eine Landesteilung in die Häuser Mühltroff (ältere Linie) und Plauen (jüngere Linie).

#### Haus Mühltroff
- Heinrich IV., Vogt von Plauen, Herr auf Mühltroff († vor 8. Mai 1364), verliert im Vogtländischen Krieg Voigtsberg, Oelsnitz und Adorf an die Markgrafen von Meißen und tauscht 1357 seinen noch übrigen vogtländischen Besitz an dieselben,
- Heinrich VII., Vogt von Plauen, Herr auf Mühltroff († um 1380)
  - sein älterer Sohn Heinrich der Ältere von Plauen (* um 1370; † 1429), Hochmeister des Deutschen Ordens
  - sein jüngerer Sohn Heinrich der Jüngere von Plauen († um 1441), Ritter des Deutschen Ordens

#### Haus Plauen
- Heinrich V., Vogt von Plauen, († nach dem 12. Dezember 1356)
- Heinrich VI. (VIII.), Vogt und Herr zu Plauen (urkundl. bis 25. August 1368/† um 1370), ist der erste, der sich Herr von Plauen nennt, war der jüngere Bruder Heinrichs V. von Plauen
- Heinrich IX., Herr zu Plauen, besitzt Plauen als böhm. Lehen und Auerbach Pausa, Gefell und Liebau als thür.-meißnisches Lehen, kauft 1387 die Herrschaft Königswart in Böhmen, († um 1413)

### Burggrafen von Meißen
siehe auch: Liste der Burggrafen von Meißen
- Heinrich I. von Plauen († 1446/47), eigentlich Heinrich X. von Plauen, als Heinrich I. Burggraf von Meißen, Herr auf Petschau und Königswart, Hofrichter des Heiligen Römischen Reiches, Reichspfleger in Eger, wird 1426 nach dem Tod Heinrich II. (Meinheringer) durch König Sigismund zum Burggrafen von Meißen ernannt; da die meißnischen Besitzungen der ausgestorbenen Meinheringer durch den sächsischen Kurfürsten und die Herrschaft Hartenstein von den Schönburgern besetzt wurden, regierte der Plauener nie als Burggraf, er erhielt lediglich das Amt Frauenstein als wettinisches Lehen und führte den Titel eines Burggrafen
- Heinrich II. von Plauen († 1484), war ab 1446/47 Burggraf, wurde 1466 aus dem Vogtland vertrieben, da er sowohl mit den sächsischen Kurfürsten als auch mit dem böhmischen König in Fehde lag
  - 1466 endete mit der Vertreibung Heinrichs II. die Herrschaft der Plauener über die Ämter Plauen und Voigtsberg, die der sächsische Kurfürst Ernst als böhmisches Lehen erhielt. Sein Sohn Heinrich III., leistete 1482 endgültig Verzicht auf seine Ansprüche zu Gunsten der Wettiner, erhielt aber weiterhin das Recht für sich und seine Nachkommen, den Titel eines Burggrafen von Meißen zu führen, was eine Stimme auf dem Reichstag bedeutete. Dies wurde ihm durch Kaiser Friedrich III. 1490 urkundlich bestätigt.
- Heinrich III. von Plauen († 1519 auf Neuhartenstein), Landvogt der Niederlausitz, Herr zu Königswart und Petschau, war ab 1482 Burggraf
- Heinrich IV. von Plauen (* 24. August 1510; † 19. Mai 1554), 1530 böhmischer Schenk, 22. Januar 1542 Oberstkanzler der Krone Böhmens, königlicher Rat und Kämmerer unter König Ferdinand, erhielt 1547 bis 1550 das gesamte Vogtland, eroberte 1553/54 Stadt und Amt Hof sowie das Amt Schauenburg
- Heinrich V. von Plauen (* 1533; † 1568), regierte zuerst allein, nach der Volljährigkeit Heinrich VI. gemeinsam mit ihm die ererbten Ländereien, erhielt bei der Landesteilung 1563 die böhmischen Besitzungen sowie die bereits 1559 an Sachsen verpfändeten Ämter Plauen und Voigtsberg, die er 1563 nicht mehr einlösen konnte, 1567 verlor er den letzten böhmischen Besitz
- Heinrich VI. von Plauen (* 1536; † 1572), erhielt bei der Landesteilung die Herrschaften Schleiz, Lobenstein und Burg Posterstein sowie das Amt Pausa.

Mit dem Aussterben der älteren Linie der Vögte von Plauen im Jahr 1572 endete das Geschlecht der Burggrafen von Meißen. Nachdem die Plauener nie als Burggrafen regiert hatten, ging jetzt auch der Titel an die Kurfürsten von Sachsen über.

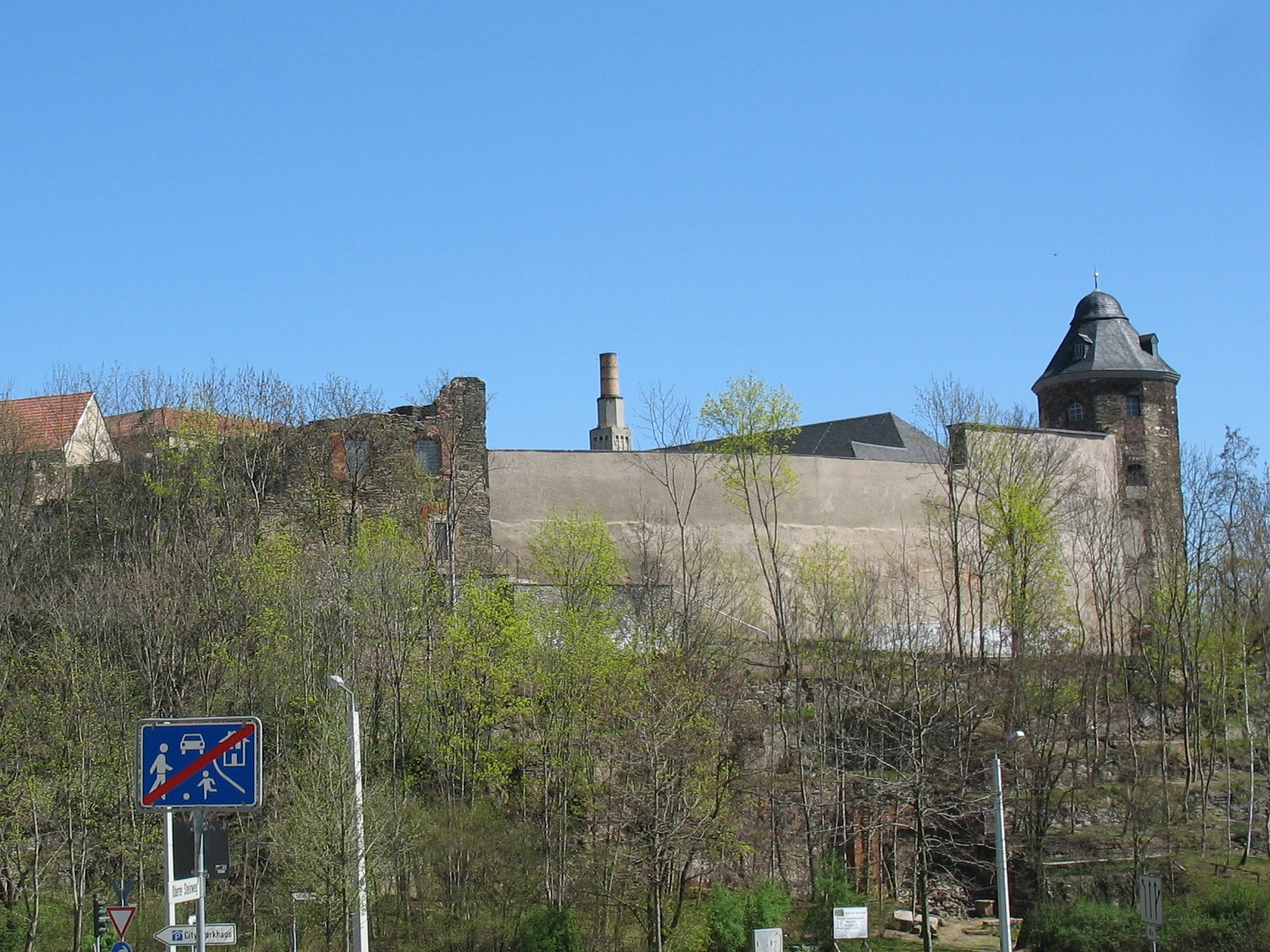
Schloss Plauen, Sitz der Vögte von Plauen
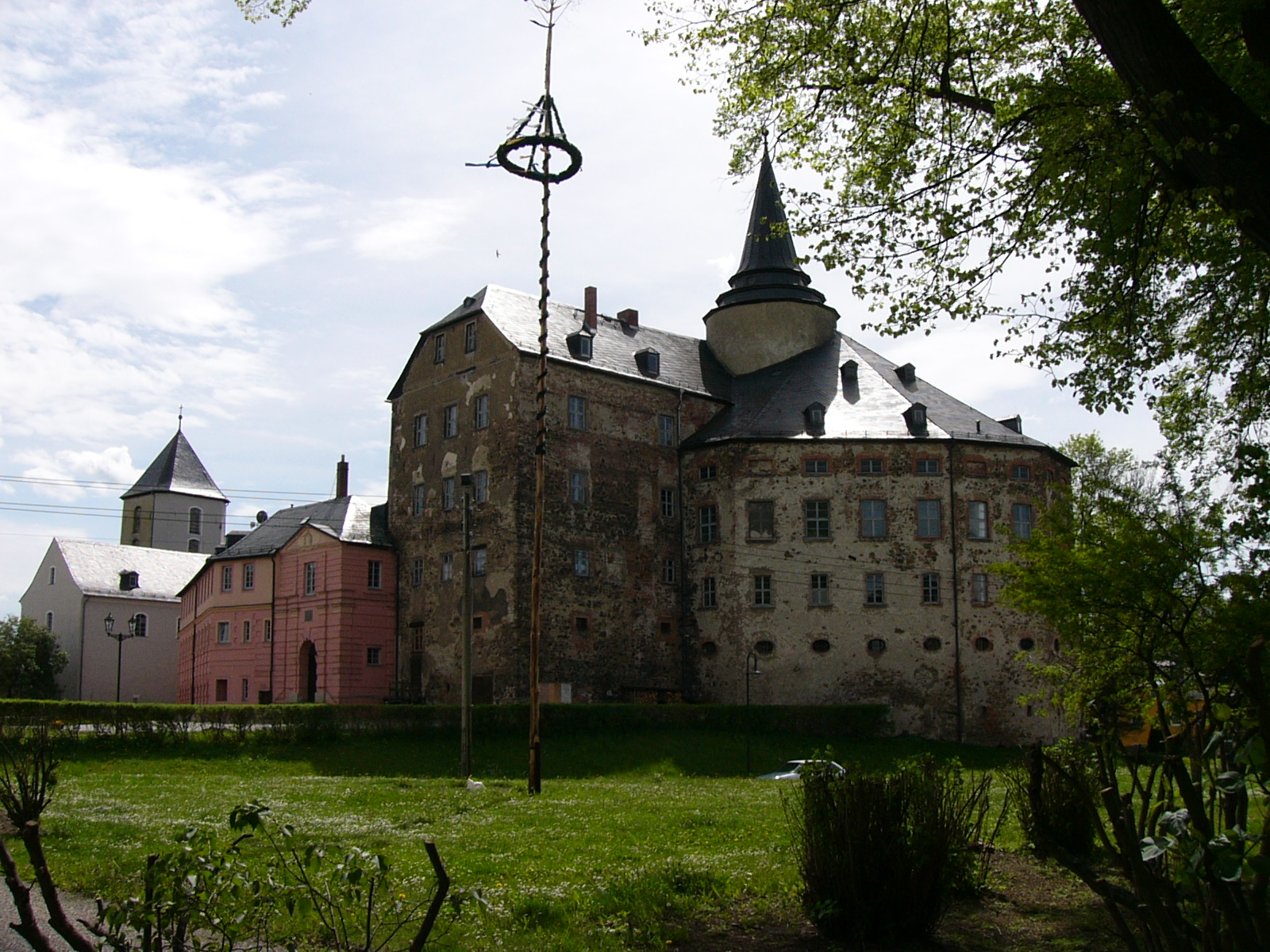
Burg Mühltroff, bis 1357 im Besitz der Vögte
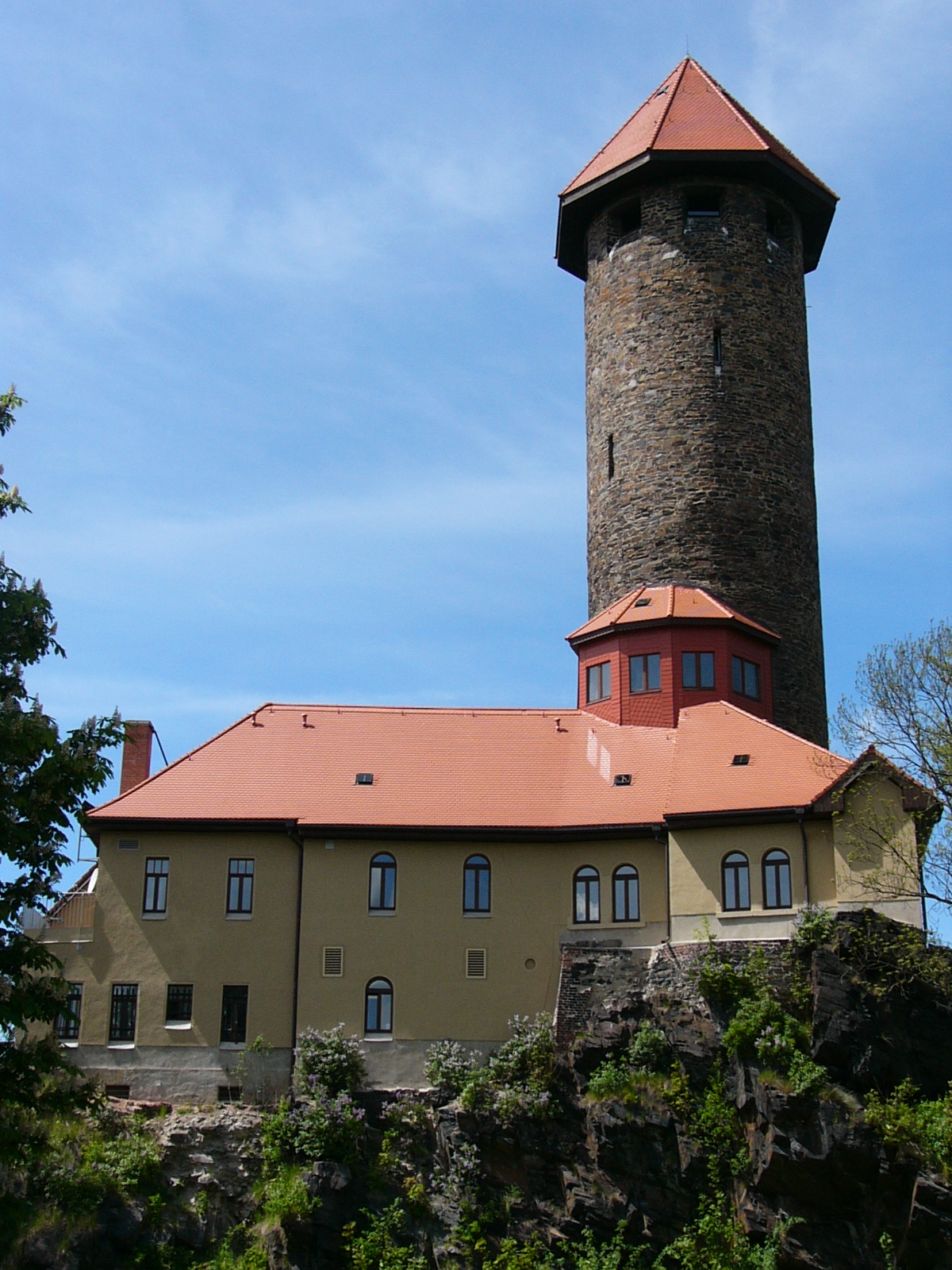
Schlossturm zu Auerbach/Vogtl.

## Wappen
Am 15. Dezember 1294 erteilte im Feldlager zu Borna Pfalzgraf Rudolf bei Rhein und Herzog von Bayern den Vögten Heinrich dem Älteren und Heinrich dem Jüngeren von Plauen, sowie den Vögten von Weida und Gera einen förmlichen Wappenbrief, worin er sagt, dass die Vorfahren der Vögte Schild und Banner von seinen, des Herzogs Vorfahren erhalten hätten. Der pfalzgräfliche Löwe ist seit 1230 nachweisbar, seit ca. 1240 gekrönt. Das erste Wappensiegel der Vögte von Weida ist von ca. 1240–44, alle früheren Siegel sind Gemmen. Die Verleihung von Wappen und Banner müsste also in diese Zeit fallen. Den eigentlichen Ursprung dürfte der Löwe von den Grafen von Everstein haben, die das gleiche Wappenbild (auch gleiche Helmzier) führten, nur in anderen Tinkturen (silbern-blau): Die Herrschaft Plauen gehörte 1122 den Grafen Everstein, 1236 erscheint Plauen zum ersten Mal im Besitz der Vögte von Weida. Eine Linie nannte sich danach Vögte von Plauen, mit Plauen als eversteinischem Lehen. Es ist also nicht ausgeschlossen, dass das eversteinische Wappenbild (der Reussen) die pfalzgräflichen Tinkturen erhielt, vielleicht um 1261, als die Vögte von Weida, Gera und Plauen mit dem Vater des Pfalzgrafen Rudolf ein Kriegsbündnis abgeschlossen hatten. Erst 1370 wechselt die Helmzier der Linie Gera zum Brackenhaupt, das sie evtl. dem Haus Zollern verdankt, das Recht zu dieser Helmzier 1317 erkauft hatte (die silbern-schwarze Tinktur würde dafür sprechen). Um die Mitte des 15. Jahrhunderts wurde das Brackenhaupt von den Linien Reuss und Plauen ebenfalls übernommen.
Das Stammwappen zeigte dann in Schwarz einen rot-gekrönten und -bewehrten goldenen Löwen. Auf dem Helm mit schwarz-silbernen Decken ein von Silber und Schwarz gespaltener Brackenrumpf. Dieses Wappen ist gleich für alle Linien, die sich von den Vögten von Weida ableiten:
- die Weidaer selbst
- die Vögte und Herren von Gera
- die Plauener
- die Vögte und Herren von Plauen zu Greiz

Als Burggrafen führten die Herren von Plauen das Wappen der Meinheringer weiter, ein schwarzes Andreaskreuz auf goldenen Grund. Auf dem Helm ein goldenes viereckiges Schirmbrett, darauf das Kreuz, das an den Ecken mit 5 Pfauenwedeln besteckt ist. Die Decken sind Gold und Schwarz.

## "Herren von Plauen" aus dem Hause Everstein und "Vögte von Plauen" aus dem Hause Reuß (Verwechslungsgefahr)
Schon im Jahre 1378 verwechselten Zeitgenossen die "Herren Reußen von Plauen" mit den "Herren von Plauen" (letztere: Grafen von Everstein).